# 4-й армійський корпус (Російська імперія)
4-й армійський корпус (рос. 4-й армейский корпус) — загальновійськове оперативне з'єднання (армійський корпус) Російської імператорської армії. Сформований 19 лютого 1877 року у складі 16-ї, 30-ї піхотних дивізій і 4-ї кавалерійської дивізії.
Слід ураховувати, що в Російській імператорській армії в 1833—1864 роках існував 4-й піхотний корпус.

## Історія
У січні 1918 року командування Румунського фронту ухвалило рішення білорусизувати частини, що входили до корпусу, та сформувати на їх основі Білоруську піхотну дивізію.. У зв'язку з цим 11 лютого 1918 року наказано розформувати штаб корпусу, всі його управління та частини, що входять до нього.

## Склад
До початку війни входив до Віленської військової округи. Склад на 18 липня 1914 року:
- 30-та піхотна дивізія[ru]
  - 1-ша бригада
    - 117-й піхотний Ярославський полк[ru]
    - 118-й піхотний Шуйський полк[ru]

  - 2-га бригада
    - 119-й піхотний Коломенський полк[ru]
    - 120-й піхотний Серпуховський полк[ru]

  - 30-та артилерійська бригада
- 40-ва піхотна дивізія[ru]
  - 1-ша бригада
    - 157-й піхотний Імеретинський полк[ru]
    - 158-й піхотний Кутаїський полк[ru]

  - 2-га бригада
    - 159-й піхотний Гурійський полк[ru]
    - 160-й піхотний Абхазький полк[ru]

  - 40-ва артилерійська бригада
- 4-й мортирно-артилерійський дивізіон
- 2-й саперний батальйон
- 3-й обозний батальйон

## Командування корпусу

### Командувачі корпусу
- 19.02.1877 — 16.04.1878 — генерал-лейтенант Зотов Павло Дмитрович[ru]
- 16.04.1878 — 10.06.1878 — генерал-лейтенант Верьовкін Володимир Миколайович[ru]
- 10.06.1878 — 30.08.1878 — генерал-лейтенант Циммерман Аполлон Ернестович[ru]
- 04.02.1879 — 25.06.1882 — генерал-лейтенант (з 14.01.1881 генерал від інфантерії) Скобелєв Михайло Дмитрович
- 12.07.1882 — 23.11.1891 — генерал-лейтенант (з 30.08.1891 генерал від інфантерії) Петрушевський Михайло Фоміч[ru]
- 11.12.1891 — 08.03.1895 — генерал-лейтенант Косич Андрій Іванович[ru]
- 14.03.1895 — 17.12.1895 — генерал-лейтенант Духонін Михайло Лаврентійович[ru]
- 30.12.1895 — 30.03.1896 — генерал-лейтенант Скалон Василь Данилович[ru]
- 29.04.1896 — 16.03.1898 — генерал-лейтенант Перлик Петро Тимофійович[ru]
- 02.04.1898 — 01.10.1899 — генерал-лейтенант граф Комаровський Дмитро Єгорович[ru]
- 01.10.1899 — 27.12.1906 — генерал-лейтенант (з 06.12.1904 генерал від інфантерії) Маслов Ігнатій Петрович[ru]
- 27.12.1906 — 22.11.1908 — генерал-лейтенант Кашталинський Микола Олександрович[ru]
- 22.11.1908 — 02.02.1914 — генерал-лейтенант (з 18.04.1910 генерал від кавалерії) Новосільцов Антон Васильович[ru]
- 02.02.1914 — хх.хх.1917 — генерал-лейтенант (з 14.04.1913 генерал від інфантерії, з 19.03.1914 генерал від артилерії) Еріс-Хан Султан Гірей Алієв
- 16.11.1917 — хх.хх.хххх — генерал-майор Меніцький Йосип Болеславович-Іванович

### Начальники штабу корпусу
- 01.03.1877 — 02.03.1878 — полковник (з 19.08.1877 генерал-майор) Новицький Микола Дементійович[ru]
- 07.04.1878 — 10.08.1882 — генерал-майор Духонін Михайло Лаврентійович[ru]
- хх.хх.1882 — 24.01.1887 — генерал-майор Саранчов Володимир Семенович[ru]
- 25.01.1887 — 15.03.1890 — генерал-майор Тімлер Олександр Карлович[ru]
- 25.03.1890 — 16.04.1892 — генерал-майор Штрик Олександр Миколайович[ru]
- 08.06.1892 — 20.11.1893 — генерал-майор Ставровський Костянтин Миколайович[ru]
- 24.01.1894 — 31.07.1895 — генерал-майор Кам'янецький Дмитро Олексійович
- 14.11.1895 — 02.11.1899 — генерал-майор Бухольц Володимир Єгорович
- 20.11.1899 — 21.06.1901 — генерал-майор Бертельс Остап Андрійович
- 02.08.1901 — 11.10.1904 — генерал-майор Корнєєв Володимир Петрович[ru]
- 21.10.1904 — 04.02.1906 — генерал-майор Клембовський Владислав Наполеонович[ru]
- 16.02.1906 — 01.05.1913 — генерал-майор Істомін Микола Михайлович[ru]
- 01.05.1913 — 14.12.1914 — генерал-майор Десіно Костянтин Миколайович[ru]
- 14.12.1914 — 11.03.1917 — генерал-майор Меніцький Йосип Болеславович-Іванович
- 11.03.1917 — хх.01.1918 — генерал-майор Дядюша Сергій Іванович
- 09.01.1918[4] — хх.хх.1918 — полковник Давидов Анатолій Іванович

### Начальники артилерії корпусу
У 1910 році посада начальника артилерії корпусу була замінена посадою інспектора артилерії, і 26.07.1910 останній начальник артилерії корпусу А. В. Світловський був призначений інспектором артилерії корпусу.
Посада начальника/інспектора артилерії корпусу відповідала чину генерал-лейтенанта. Особи, які призначалися на цю посаду в чині генерал-майора, були виконувачами обов'язків і затверджувалися в ній одночасно з піднесенням до генерал-лейтенантів.
- 19.03.1877 — 27.06.1879 — генерал-лейтенант Башилов Петро Олександрович[ru]
- 27.06.1879 — 07.09.1887 — генерал-майор (з 15.05.1883 генерал-лейтенант) Лішин Григорій Миколайович
- хх.хх.1887 — 19.07.1888 — генерал-майор Щоголєв Олександр Петрович[ru]
- 07.08.1888 — 05.06.1889 — генерал-майор (з 30.08.1888 генерал-лейтенант) Сіверс Михайло Олександрович[ru]
- 30.08.1889 — 15.11.1890 — генерал-лейтенант Дітерікс Давид Єгорович
- 17.12.1890 — 04.02.1893 — генерал-майор (з 30.08.1892 генерал-лейтенант) Скворцов Олександр Миколайович
- 04.02.1893 — 30.01.1900 — генерал-майор (з 30.08.1894 генерал-лейтенант) Волковицький Віктор Михайловичу
- 17.02.1900 — 09.05.1906 — генерал-майор (з 06.12.1901 генерал-лейтенант) Ізмайлович Адольф Вікентійович
- 12.06.1906 — 19.06.1908 — генерал-майор (з 22.04.1907 генерал-лейтенант) Бодзенто-Біляцький Володимир Данилович
- 03.07.1908 — 10.05.1916 — генерал-майор (з 02.01.1909 генерал-лейтенант) Святловський Анатолій Володимирович[ru]
- 31.05.1916 — 12.09.1916 — генерал-майор Шейдеман Георгій Михайлович[ru]
- 15.09.1916 — 26.03.1917 — генерал-лейтенант Ромишевський Модест Владиславович
- 26.03.1917 — хх.хх.хххх — генерал-майор Данилов Василь Миколайович